# Erinnyis oenotrus
Erinnyis oenotrus är en fjärilsart som beskrevs av Augustus Radcliffe Grote 1865. Erinnyis oenotrus ingår i släktet Erinnyis och familjen svärmare. Inga underarter finns listade i Catalogue of Life.

## Bildgalleri

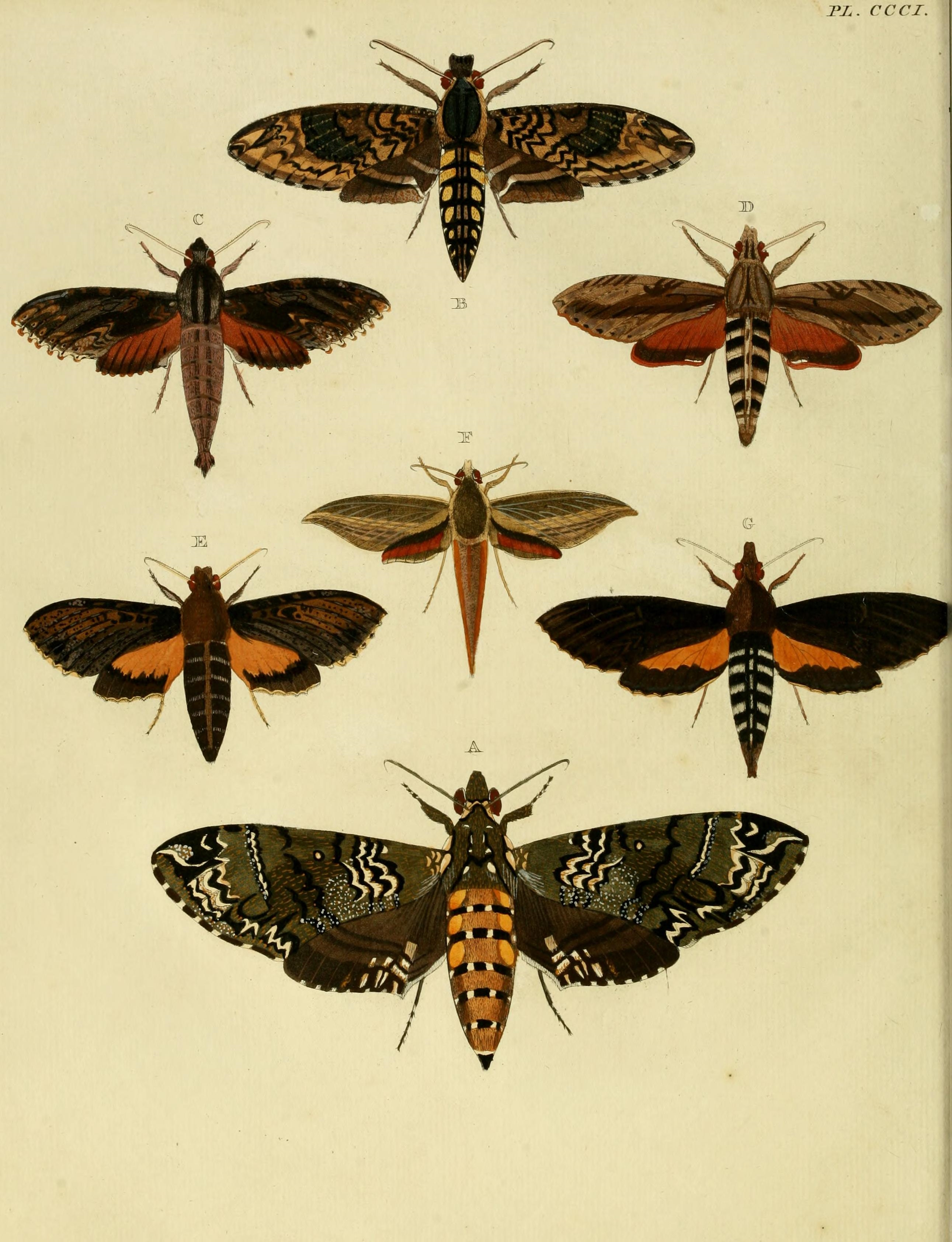
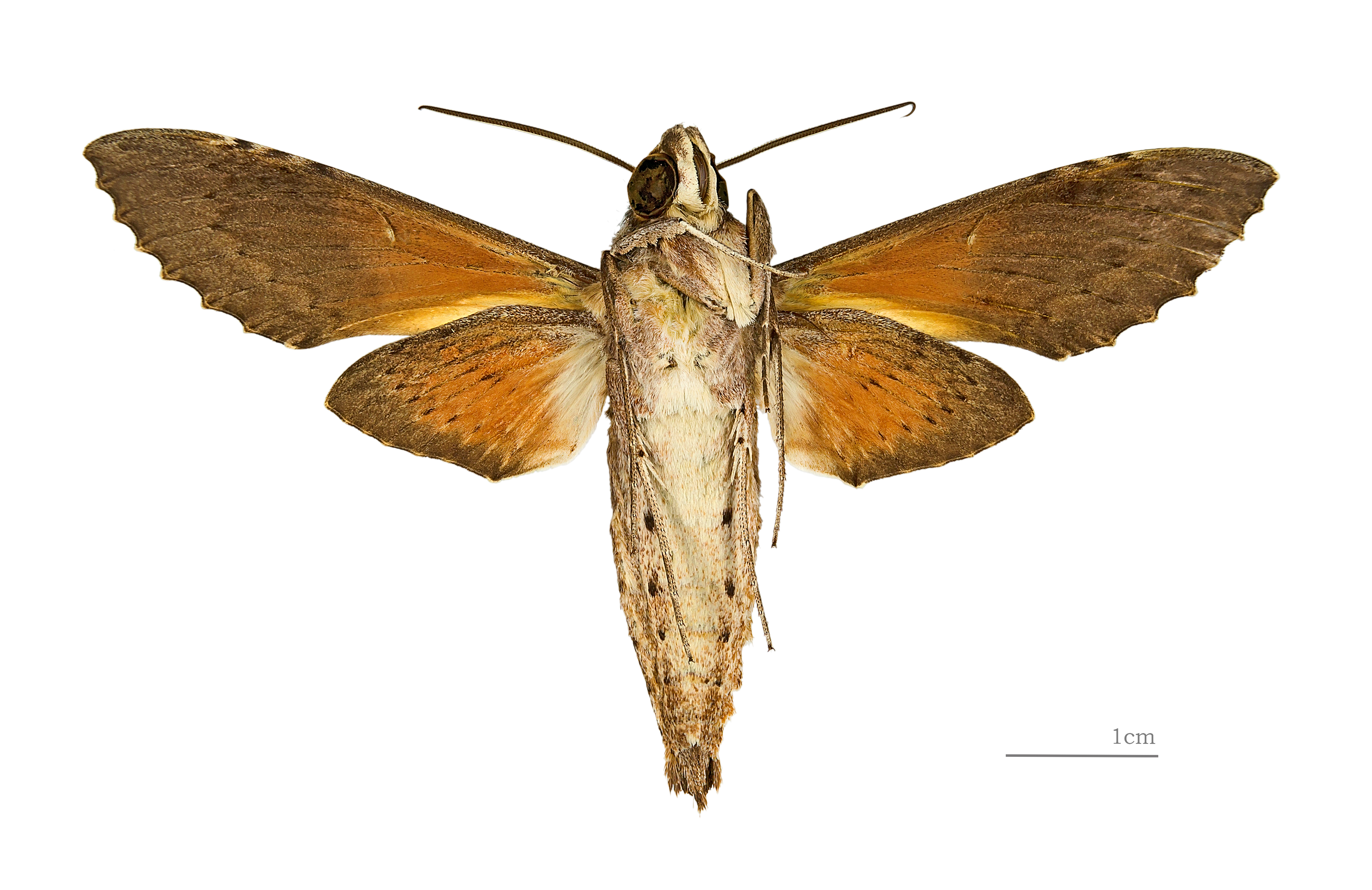
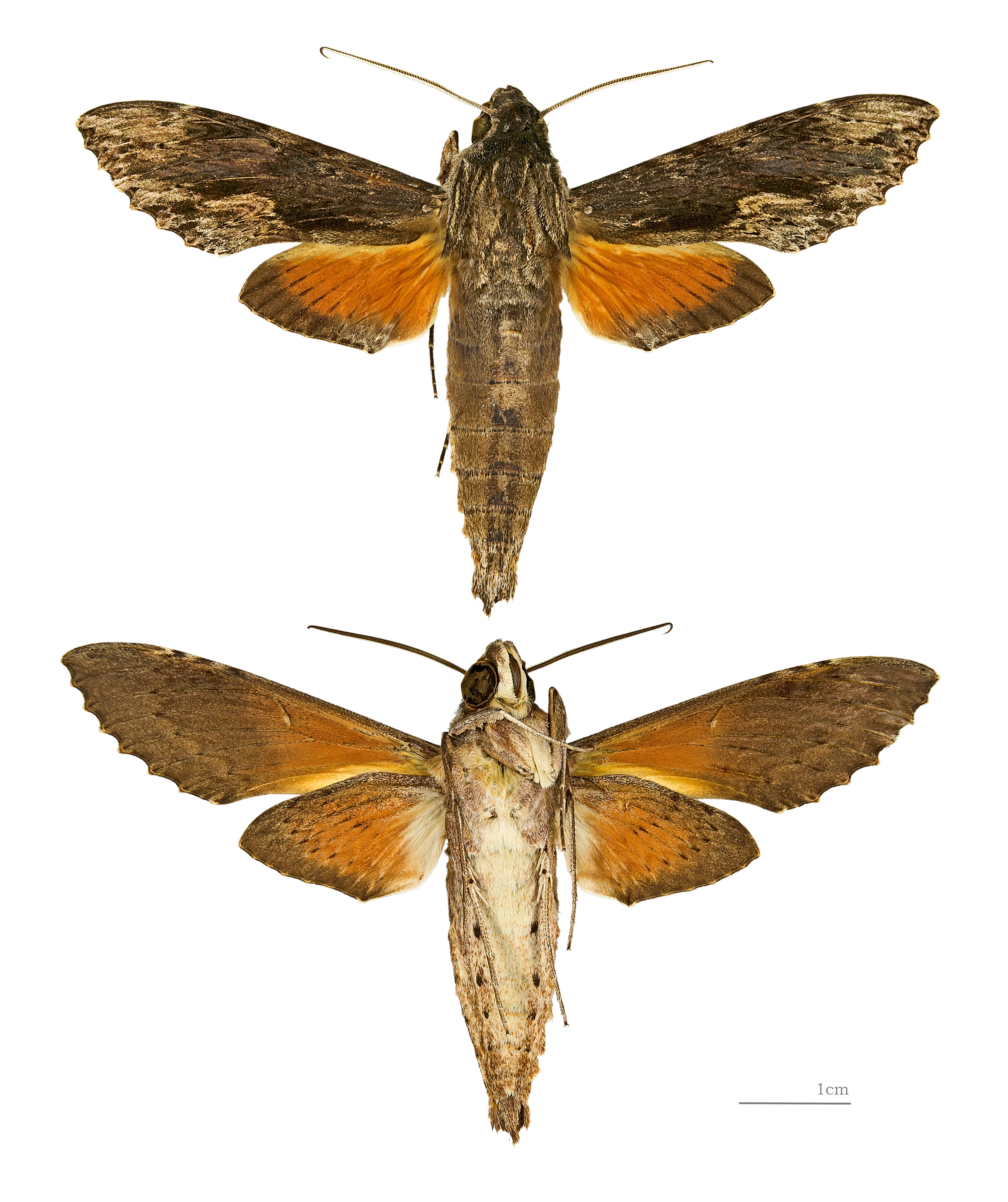
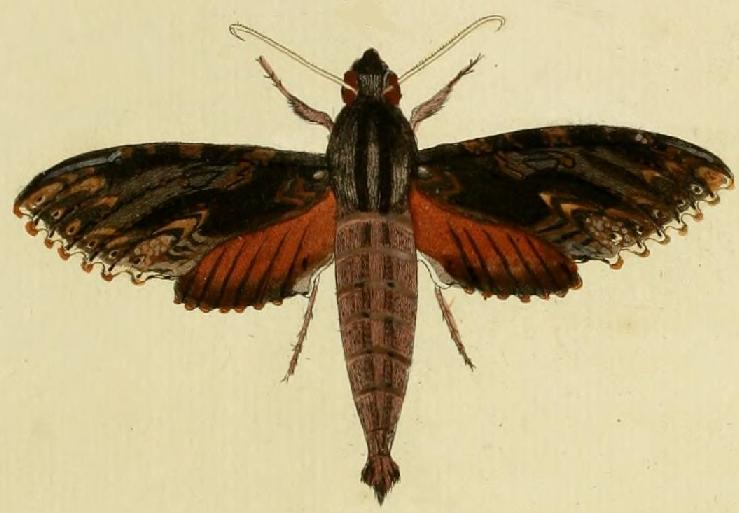